# BIPROGYバドミントン部
BIPROGYバドミントン部（ビプロジーバドミントン部）は、BIPROGY株式会社における実業団バドミントン部である。
1989年に創部され、毎年多数の日本代表選手を輩出している。

## 在籍選手

### 2024年
| - 男子選手 - 小野寺雅之（部長） - 金子祐樹 - 渡辺勇大 - 岡村洋輝 - 渡邉航貴 - 三橋健也 - 川本拓真 - 森口航士朗 - 熊谷翔 - 沖本優大 - 谷岡大后 - スタッフ - 早川賢一（監督） - 遠藤大由（複ヘッドコーチ） - 五十嵐優（コーチ） | - 女子選手 - 中西貴映（部長） - 松友美佐紀 - 東野有紗 - 岩永鈴 - 大竹望月 - 大澤佳歩 - 高橋美優 - 杉山薫 - 坂井叶 - スタッフ - 平山優（監督） |

## 著名な輩出選手
- 山田英孝（アテネ五輪男子日本代表）
- 坂本修一（世界選手権銅メダリスト）
- 池田信太郎（世界選手権銅メダリスト）
- 潮田玲子（ロンドン五輪女子日本代表）
- 髙橋礼華（世界ランク1位・リオ五輪金メダリスト）
- 松友美佐紀（世界ランク1位・リオ五輪金メダリスト）
- 奥原希望（世界ランク1位・リオ五輪銅メダリスト）
- 上田拓馬
- 数野健太
- 早川賢一（男子ダブルス世界ランク2位）
- 遠藤大由（男子ダブルス世界ランク2位・全英オープン優勝）
- 渡辺勇大（混合ダブルス世界ランク1位・東京五輪銅メダリスト・パリ五輪銅メダリスト）
- 東野有紗（混合ダブルス世界ランク1位・東京五輪銅メダリスト・パリ五輪銅メダリスト ）
- 井上拓斗
- 金子祐樹